# Amapasaurus tetradactylus
Amapasaurus tetradactylus là một loài thằn lằn trong họ Gymnophthalmidae. Loài này được Cunha mô tả khoa học đầu tiên năm 1970.